# Okres (fizyka)

Zmiana przebiegu drgań (oscylacji) wraz ze wzrostem ich okresu

Okres – czas jednego pełnego drgania, czyli najkrótszy czas pomiędzy wystąpieniami tej samej fazy. Okres fali równy jest okresowi rozchodzących się drgań. Okres dotyczyć może również innych zjawisk fizycznych (np. prądu przemiennego), które mają charakter oscylacji (powtarzających się zmian jakiejś wielkości). W najogólniejszym znaczeniu, okresem nazywamy najmniejszy czas potrzebny na powtórzenie się wzoru oscylacji. Dla fali oznacza to odcinek czasu pomiędzy dwoma punktami fali o tej samej fazie, czyli np. między dwoma kolejnymi szczytami lub dolinami.

## Powiązane wielkości
Z innymi parametrami ruchu okresowego wiążą go następujące zależności:
{\displaystyle T={\frac {1}{f}},}
gdzie {\displaystyle f} to częstotliwość,
{\displaystyle T={\frac {2\pi }{\omega }},}
gdzie {\displaystyle \omega } to pulsacja (częstość kołowa),
{\displaystyle T={\frac {\lambda }{v}},}
gdzie:
{\displaystyle \lambda } – długość fali,
{\displaystyle v} – prędkość rozchodzenia się fali.
Formalna definicja okresu wiąże się z pojęciem matematycznym „funkcja okresowa” i jej okresem.